# Órgano de la Basílica de Nuestra Señora de la Candelaria (Medellín)

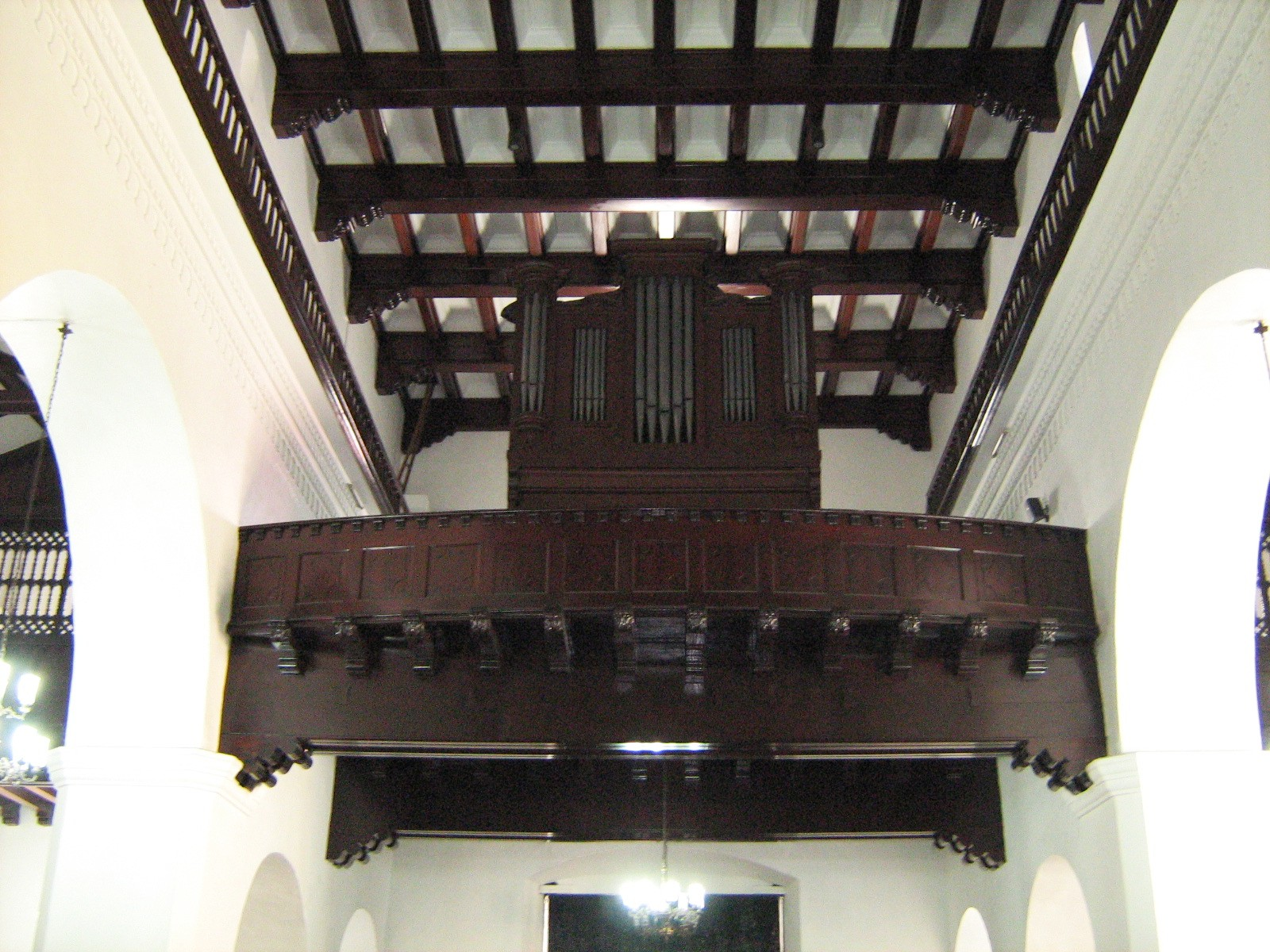
Órgano de la Basílica ubicado en el coro alto.

El órgano de la Basílica de Nuestra Señora de La Candelaria es el órgano tubular de dicha iglesia colombiana, ubicada en la ciudad de Medellín, Antioquia. El instrumento fue fabricado en 1850 en Inglaterra por la casa organera Walker & Sons en la ciudad de Londres. Cuenta actualmente con un sistema de 15 juegos o registros (sonidos) repartidos en dos teclados manuales dispuestos en una consola y un teclado que se toca con los pies (pedalero) que sirve para los bajos graves.

## Historia
A principios del siglo XIX figura que existió un órgano, del cual se sabe poco, hay registros de su existencia desde 1843 y al parecer que fue construido en Medellín. De ese instrumento hay continuas referencias en las cuentas de Fábrica para su sostenimiento, reparación y por el pago del organista; fue vendido en 1861.
El actual órgano fue donado por José María Berrientos y pedido por la Casa de Mariano Uribe e Hijos a Londres, comprado a la casa inglesa Walker. El instrumento salió de Europa por vía marítima, para luego ser despachado por el río Magdalena hasta Puerto Berrío y desde allí a lomo de mula, hasta llegar a la ciudad en 1850. Fue instalado por el arquitecto y mecánico alemán Enrique Hausler, quien construyó el célebre puente de Guayaquil de Medellín. Hausler no era organero ni músico, pero se aventuró a instalarlo, asesorado en la labor de afinación por un músico inglés que hacía parte de la comisión científica de Agustín Codazzi. Además, el arquitecto Hausler es quien realiza las obras de adaptación del coro alto para poder colocar el órgano, pues el instrumento pesa 7 toneladas.
En los libros de cuenta figura el sueldo del organista y también de una persona que acciona manualmente el fuelle a quien denominaban «afollador». En 1868 se establece la diócesis de Medellín y Antioquia y la iglesia de la Candelaria es elevada a Catedral, mientras se edifica un nuevo templo más amplio y acorde a una iglesia catedralicia.
En 1889 asumió el cargo de maestro de capilla de la Catedral de Medellín (La Candelaria) el músico y compositor Gonzalo Vidal (autor de la música del himno antioqueño).
En 1909 el Capítulo Catedralicio ordenó hacerle un arreglo. En 1910 el organero Luis Gallego presenta tres proyectos para intervenir el órgano, resaltando la necesidad de reformar el sonido del instrumento dada la extensión del Templo y para dar más esplendor a la música sagrada. Los proyectos fueron estudiados por el organista Gonzalo Vidal y el sacerdote jesuita Luis Gamero. 
El primer proyecto presupuestado en 15 000 pesos consistía en añadir 6 u 8 registros y que el fuelle que alimenta de aire al órgano no fuera accionado por una persona sino por un motor eléctrico. El segundo, presupuestado en 25 000 pesos, consistía en correr el aparato del órgano hacia atrás. El tercero, presupuestado en 51 000 pesos, hace referencia a un arreglo de la consola según las normas del Congreso de Malinas. Al final no se realizó ninguno, pero en 1914 se le adicionó el registro de voz humana, el cual fue enviado desde Europa y lo trajo el pbro. Jesús María Mejía, párroco de Envigado, quien se encontraba de viaje en el Viejo Continente.
En 1915, el maestro Gonzalo Vidal renuncia al cargo de maestro de capilla y fue reemplazado por el diácono Nacianceno Ramírez Pavas quien lo fue hasta 1931, cuando luego pasa como organista de la nueva Catedral de Medellín.
En 1920 el órgano fue reparado por Gabriel Vieco, quien hacía parte de la Compañía Gabriel Vieco y Cia. Reparación de pianos.
En 1927 se intenta poner al instrumento un motor eléctrico de dos caballos de fuerza con su respectivo ventilador para mover el fuelle.

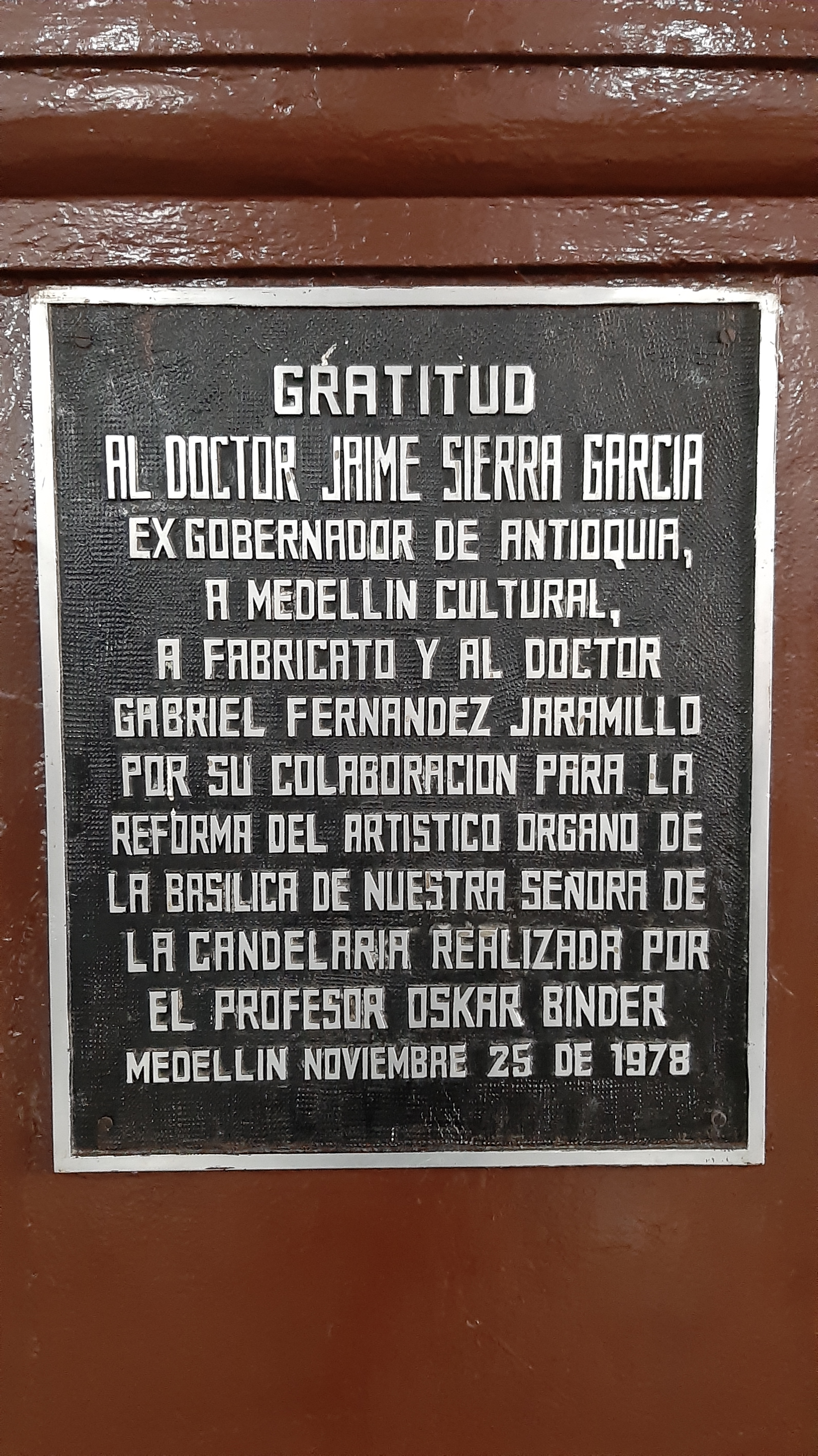
Placa que conmemora la restauración del órgano en 1978.

En los años 70 el órgano requería un arreglo de consideración, por lo cual el entonces párroco Manuel Betancur Campuzano en 1975 aprovechó la celebración del tricentenario de Medellín como villa para recoger fondos para realizar mejoras en el templo y reparar el órgano. Las obras las realizó el organero alemán residente en Colombia Oskar Binder, el mismo que instaló el órgano de la nueva Catedral de Medellín.
El diagnóstico de Binder fue que el instrumento necesitaba ensanches en los teclados, que la consola debía repararse y usar un sistema eléctrico. Se necesitaba un motor eléctrico con un ventilador trifásico. La fachada que es de madera de caoba, necesitaba inmunización y barnizado. También se debía afinar correctamente, pues llevaba mucho tiempo desafinado. Además, Hausler como no era organero no lo armó adecuadamente por lo cual se debía ajustar correctamente. El costo de la intervención fue de 103 000 pesos, daba una garantía de cinco años y le tomó dos meses realizar la reparación. El 25 de noviembre de 1978 fue la reinauguración con un concierto realizado por el maestro José Hernando Montoya Betancur, organista de la catedral.